# Zdzisław Maj
Zdzisław Maj (ur. 10 maja 1931 w Strzyżowicach, zm. 21 sierpnia 2005 w Radomiu) – polski architekt i urbanista. Członek Stowarzyszenia Architektów Polskich O. Radom, Mazowieckiej Okręgowej Izby Architektów RP i Towarzystwa Urbanistów Polskich. 

## Życiorys
Absolwent Wydziału Architektury Politechniki Krakowskiej (1958). Inspektor nadzoru w Wydziale Architektury Urzędu Miejskiego Radomia (1958-60), projektant i kierownik zespołu Miejskiej Pracowni Urbanistycznej w Radomiu (1960-69), projektant w Miastoprojekcie Radom (1969-79), Inwestprojekcie Radom (1979-86) i w Wojewódzkim Biurze Planowania Przestrzennego w Radomiu.
Autor m.in.: szczegółowego planu zagospodarowania "Centrum" Radomia (nagroda resortowa, 1963), ogólnego planu zagospodarowania przestrzennego Radomia (nagroda resortowa, 1965), osiedla mieszkaniowego w Stargardzie Szczecińskim (1973–79 z Elżbietą Maj i Tadeuszem Derlatką) i zespołu zabudowy łańcuchowej na Wacynie. Otrzymał I nagrodę za projekt osiedla XXX-lecia PRL w Stargardzie Szczecińskim (obecne osiedle Zachód), wyróżnienie za koncepcję zagospodarowania "Centrum" Nowego Sącza i II nagrodę za pomysł na centrum miasta Zielonki (1997). Odznaczony Złotą Odznaką Zasłużony dla Budownictwa i Przemysłu Materiałów Budowlanych oraz Złotym Krzyżem Zasługi.